# Louis Hémon

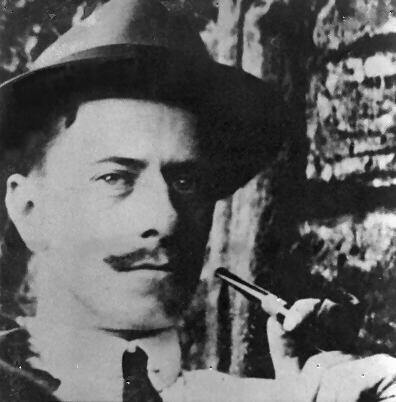
Louis Hémon

Louis Hémon (n. 12 octombrie 1880 - d. 8 iulie 1913) a fost un prozator francez stabilit în Canada.

## Scrieri
- 1913: Maria Chapdelaine, un adevărat succes de epocă. Este prezentată povestea de iubire a unei tinere într-un mediu exotic și se remarcă intensitatea narațiunii, echilibrul compoziției și stilul sobru;
- 1923: Frumoasa de atunci ("La belle que voilà")
- 1926: Battling Malone
- 1950: Domnul Ripois și Némésis ("Monsieur Ripois et la Némésis").